# Paulo Futre
Paulo Jorge dos Santos Futre (n. 28 februarie 1966, Montijo) este un fost jucător portughez de fotbal.

## Palmares

### Echipa
- Porto:
  - Primeira Liga: 1984–85, 1985–86
  - Cupa Campionilor: 1986–87

- Atlético Madrid:
  - Copa del Rey: 1990–91, 1991–92

- Benfica:
  - Taça de Portugal: 1992–93

- Milan:
  - Serie A: 1995–96

### Individual
- Balonul European de Argint: 1987
- Fotbalistul portughez al anului: 1986, 1987